# Гура Калују (Олт)
Гура Калују (рум. Gura Căluiu) насеље је у Румунији у округу Олт у општини Калуј. Oпштина се налази на надморској висини од 166 m.

## Становништво
Према подацима из 2002. године у насељу је живело 845 становника, од којих су сви румунске националности.